# Adrian Cosma
Adrian Cosma (Bucarest, 5 giugno 1950 – 1996) è stato un pallamanista rumeno.

## Palmarès

### Olimpiadi
- 3 medaglie:
  - 1 argento (Montréal 1976)
  - 2 bronzi (Monaco di Baviera 1972; Mosca 1980)

### Mondiali
- 1 medaglia:
  - 1 oro (Germania Est 1974)